# Konina
Pour l’article homonyme, voir Konina (Limanowa).
Konina est une localité et une commune rurale du Mali, chef-lieu d'arrondissement dans le cercle de Konséguéla et la région de Koutiala.

## Villages
La commune s'étend sur 7 localités relevées lors du recensement général de 2009. 
Les villages les plus peuplés sont :
- Konina (5 124 habitants)
- Filima (3 685 habitants)
- Niampéla (1 478 habitants)

En 2023, la loi 2023-007 attribue à la commune 7 villages, fractions ou quartiers  :
- Konina
- M'Pétiéla
- Niampéla
- Baramabougou
- Filima
- N'Gola
- Diona